# Dirocoremia
Dirocoremia is een kevergeslacht uit de familie van de boktorren (Cerambycidae). De wetenschappelijke naam van het geslacht werd voor het eerst geldig gepubliceerd in 1994 door Marques.

## Soorten
Dirocoremia omvat de volgende soorten:
- Dirocoremia bruchi (Gounelle, 1905)
- Dirocoremia ingae (Marques, 1994)
- Dirocoremia simplicipes (Gounelle, 1911)